# Jay Gruska
Jay Gruska (Brooklyn, ...) è un compositore e arrangiatore statunitense.
Ha composto musiche per film e serie televisive, tra cui: The Principal - Una classe violenta, Streghe e Supernatural.

## Filmografia parziale

### Cinema
- The Principal - Una classe violenta (The Principal), regia di Christopher Cain (1987)
- Sing - Il sogno di Brooklyn (Sing), regia di Richard J. Baskin (1989)
- Pioggia di soldi (Mo' Money), regia di Peter McDonald (1992)

### Televisione
- Una detective in gamba (Leg Work) - serie TV, 9 episodi (1987)
- In famiglia e con gli amici (Thirtysomething) - serie TV, 19 episodi (1988-1990)
- Brillantina (The Outsiders) - serie TV, 4 episodi (1990)
- 13º piano: fermata per l'inferno (Nightmare on the 13th Floor) - film TV, regia di Walter Grauman (1990)
- Sisters - serie TV, 51 episodi (1991-1993)
- Beverly Hills 90210 (Beverly Hills, 90210) - serie TV, 37 episodi (1991-2000)
- Lois & Clark - Le nuove avventure di Superman (Lois & Clark: The New Adventures of Superman) - serie TV, 87 episodi (1993-1997)
- Bayside School - Matrimonio a Las Vegas (Saved by the Bell – Wedding in Las Vegas) - film TV, regia di Jeff Melman (1994)
- Charlie Grace - serie TV (1995-1996)
- Streghe (Charmed) - serie TV, 88 episodi (1998-2006)
- The Division - serie TV, 22 episodi (2001)
- Supernatural - serie TV, 164 episodi (2005-2020)
- Better Things - serie TV, 10 episodi (2016)